# Byregowdanahalli, Bangalore North
Byregowdanahalli là một làng thuộc tehsil Bangalore North, huyện Bangalore Urban, bang Karnataka, Ấn Độ.